# Drei von vielen
Drei von vielen ist ein deutscher Dokumentar-Kurzfilm von Jürgen Böttcher aus dem Jahr 1961, der verboten und erst 1988 erstaufgeführt wurde. Ein Alternativtitel des DEFA-Dokumentarfilms lautet 3 Arbeiter.

## Handlung
Der Film stellt drei Arbeiter aus Dresden vor, die sich vor acht Jahren in einem Malzirkel an der Volkshochschule trafen und seither befreundet sind: Peter Herrmann, Peter „Grabe“ Graf und Peter Makolies, genannt „Mac“.
Peter Graf ist Lastkraftwagenfahrer und beliefert mit seinem G5 die Großbaustellen der Republik. Er mag klassischen Jazz und die Malerei, wobei er vorwiegend mit Kohle arbeitet. Gerne zeichnet er seinen G5, fertigt aber auch Porträts an. Inspiration holt er sich unter anderem an der Elbe unweit des Blauen Wunders. Peter Makolies war ursprünglich Steinmetz im VEB Sandsteinindustrie. Hier arbeitete er unter anderem an der Rekonstruktion des Dresdner Zwingers, der Leipziger Opernhauses und am Bau der Gedenkstätte Sachsenhausen mit. Inzwischen ist er als Steinbildhauer tätig und rekonstruiert aktuell zerstörte Fassadenfiguren der Katholischen Hofkirche. Auch zu Hause ist er kreativ; weil er glaubt, dass andere es ihm nachtun könnten, plant er den Aufbau eines Zeichenzirkels in seinem Betrieb. Peter Herrmann wiederum ist als Chemigraf tätig. In seiner Freizeit malt er in Öl, wobei meist Landschaften im Vordergrund stehen. Gelegentlich nimmt er das aktuelle politische Geschehen in seine Werke auf und thematisierte in einem Gemälde beispielsweise die Ermordung Patrice Lumumbas 1961. Die Arbeit des Gewerkschaftsfunktionärs Herrmann wird nach einigem Zögern auch von seinen Kollegen unterstützt, so fertigten sie für eine Ausstellung Rahmen für seine Bilder an.
Graf, Herrmann und Makolies treffen sich bei Ralf Winkler, um eine Ausstellung vorzubereiten. Es folgen Detailaufnahmen der Werke, so Herrmanns Bilder von Obdachlosen und einem Massaker in Afrika, Makolies’ Plastiken und ein Bild seiner Frau sowie Grafs Landschaftsbilder mit LKW. Der Sprecher schließt, dass sich keiner der drei als wirklicher Künstler sieht, sondern sie sich als „drei von vielen“ [Arbeitern] begreifen.

## Produktion
Jürgen Böttcher hatte nach seinem Studium der Malerei an der Hochschule für Bildende Künste Dresden ein Regiestudium an der Hochschule für Film und Fernsehen angeschlossen. Nach Ende des Studiums kam er 1960 zum DEFA-Studio für Wochenschau und Dokumentarfilme, wo bis 1961 sein erster Film Drei von vielen entstand. Nach anderen Angaben entstand der Film als Abschlussarbeit seines Filmstudiums; die Dreharbeiten fanden von Juli bis August 1961 statt. Böttcher widmete sich im Film Peter Makolies, Peter Graf und Peter Herrmann, deren Lehrer er an der Volkshochschule Dresden gewesen war. Es entstand ein Porträt des Lebens und Arbeitens der drei Künstler, wobei auch Böttcher-Schüler A. R. Penck (als Ralf Winkler) vorgestellt wird. Neben der Arbeit wird dabei auch das Privatleben der Männer beleuchtet. Szenen in Dresden zeigen unter anderem die Vogelwiese und das Blaue Wunder. Sprecher des Films ist Manfred Krug, die Musik spielten die Jazz Optimisten Berlin ein. Weder Penck noch Krug werden im Vorspann genannt.
Der Film war 1961 fertiggestellt, wurde jedoch verboten, „obwohl – oder gerade weil – der Film die Hoffnung auf das Neue einer sozialistischen Welt einfängt“. Neben der veränderten politischen Lage im Zuge des Mauerbaus ist ein Grund für das Filmverbot auch in einer umstrittenen Akademieausstellung Böttchers im Jahr 1961 zu sehen, durch die er heftigen Angriffen ausgesetzt war. Drei von vielen war der erste Film Böttchers für die DEFA und einer der ersten Dokumentarfilme, der in der DDR verboten wurde.
Die Uraufführung von Drei von vielen fand im Oktober 1988 auf den Internationalen Filmfestspielen Edinburgh statt. Deutsche Erstaufführung war am 20. April 1990 im Sonderprogramm Verbotene Filme der Internationalen Kurzfilmtage Oberhausen. Der Film wurde seither auf verschiedenen Festivals aufgeführt, darunter 2002 auf der Viennale in Wien. Im Jahr 2014 war der Film Teil der Jubiläums-Ausstellung geradezu momentan anlässlich des 250-jährigen Bestehens der Hochschule für Bildende Künste Dresden.